# Guayaquil kanton
Guayaquil kanton Ecuador csendes-óceáni partvidékén található, Guayas tartomány középső részén. Közigazgatási központja Guayaquil. A kanton népessége a 2001-es népszámlálás adatai alapján 2 005 165 fő volt.

## Közigazgatási beosztás
A kanton 16 városi és 5 vidéki községre oszlik. A városi egységek alkotják Guayaquil városát.
Városi községek
- Ayacucho
- Bolivar (Sagario)
- Carbo (Concepcion)
- Chongón
- Febres Cordero
- Garcia Moreno
- Letamendi
- Nueva de Octubre
- Olmedo (San Alejo)
- Pascuales
- Roca
- Rocafuerte
- Sucre
- Tarqui
- Urdaneta
- Ximena

vidéki községek
- Juan Gomez Rendon (Progreso)
- Morro
- Posorja
- Puna
- Tenguel

## Fordítás
Ez a szócikk részben vagy egészben  a   Guayaquil Canton című angol Wikipédia-szócikk ezen változatának fordításán alapul.  Az eredeti cikk szerkesztőit annak laptörténete sorolja fel. Ez a jelzés csupán a megfogalmazás eredetét és a szerzői jogokat jelzi, nem szolgál a cikkben szereplő információk forrásmegjelöléseként.